# Машнин, Валерий Алексеевич
Валерий Алексеевич Машнин (3 июля 1958, Вилково, Украинская ССР) — советский футболист, полузащитник. Выступал в высшей лиге СССР за одесский «Черноморец», в высшей лиге Украины за николаевский «Эвис». Всего за николаевскую команду провёл в разных лигах чемпионата СССР и Украины 335 матчей.

## Игровая карьера
Воспитанник ДЮСШ-3 города Одессы. Первый тренер — С. Семёнов. В николаевский «Судостроитель» пришёл в 1979 году по приглашению старшего тренера Юрия Войнова. В форме «корабелов» дебютировал 31 марта того же года, выйдя в стартовом составе против «Звезды» (Кировоград) — 1:0. В дебютном сезоне стал игроком «основы»: провёл 40 игр, забил 4 мяча. В общей сложности выступал в Николаеве десять сезонов — 335 матчей и 60 забитых мячей (без учёта 14 игр сезона 1980 года, по которым отсутствуют сведения о составе). В составе «Судостроителя» становился бронзовым призёром чемпионата УССР в 1985 году и серебряным — в 1990. В этих сезонах Машнин был включён в число «22 лучших футболистов второй лиги». Дважды становился лучшим бомбардиром команды в сезоне (1986 самостоятельно и 1988 совместно с Грозовым и Горячевым).
В период 1981—1983 выступал в высшей лиге чемпионата СССР за «Черноморец». Завершал карьеру в Белгороде-Днестровском.

## Статистика игр за «Николаев»
| Клуб                | Сезон               | Чемпионат | Чемпионат | Кубок | Кубок | Итого | Итого |
| Клуб                | Сезон               | Игры      | Голы      | Игры  | Голы  | Игры  | Голы  |
| ------------------- | ------------------- | --------- | --------- | ----- | ----- | ----- | ----- |
| Судостроитель       | 1979                | 40        | 5         | —     | —     | 40    | 5     |
| Судостроитель       | 1980                | 26        | 2         | —     | —     | 26    | 2     |
| Судостроитель       | 1985                | 36        | 8         | 0     | 0     | 36    | 8     |
| Судостроитель       | 1986                | 39        | 12        | 1     | 0     | 40    | 12    |
| Судостроитель       | 1987                | 45        | 9         | 1     | 0     | 46    | 9     |
| Судостроитель       | 1988                | 41        | 12        | —     | —     | 41    | 12    |
| Судостроитель       | 1989                | 19        | 3         | —     | —     | 19    | 3     |
| Судостроитель       | 1990                | 35        | 4         | —     | —     | 35    | 4     |
| Судостроитель       | 1991                | 36        | 4         | —     | —     | 36    | 4     |
| Судостроитель       | Итого               | 317       | 59        | 2     | 0     | 319   | 59    |
| Эвис                | 1992                | 16        | 2         | 1     | 0     | 17    | 2     |
| Эвис                | Итого               | 16        | 2         | 1     | 0     | 17    | 2     |
| Всего за «Николаев» | Всего за «Николаев» | 333       | 61        | 3     | 0     | 336   | 61    |

## Тренерская карьера
Работал детским тренером в одесском футбольном клубе «Реал».